# Wiedrycz
Wiedrycz (Wiedrec, Wiedryca, biał. Ведрыч) – rzeka na Białorusi, prawy dopływ Dniepru.